# Alessio di Roma
Alessio, noto anche col nome Sant'Alessio romano, detto "l'uomo di Dio" (Roma, IV secolo – Roma, 17 luglio 412), è stato un patrizio romano che rinunciò al matrimonio e alla mondanità per farsi mendicante.
La Chiesa cattolica lo venera come santo e lo ricorda il 17 luglio.

## Biografia

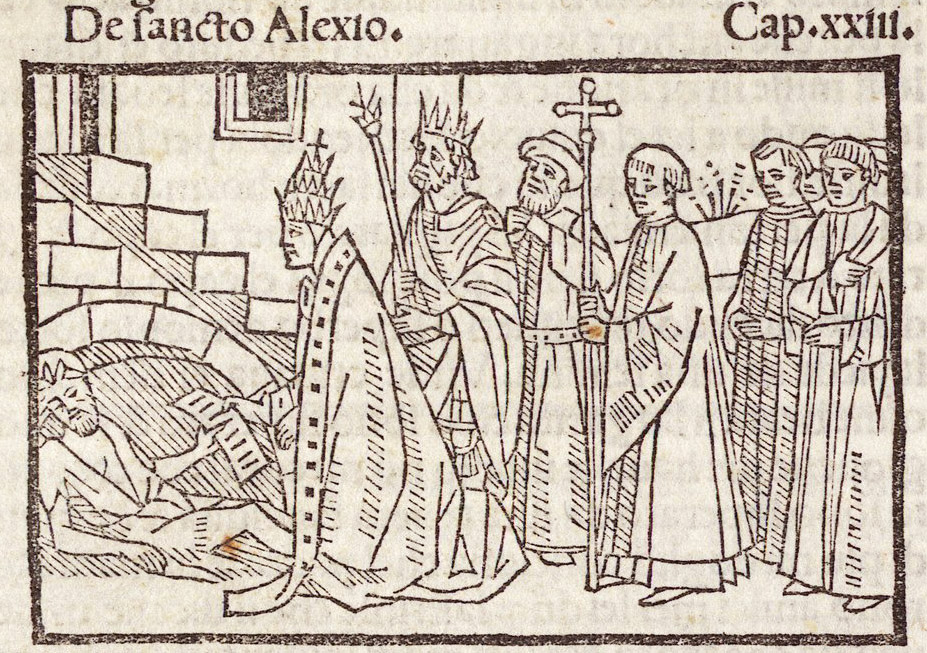
Alessio di Roma nella Legenda Aurea (1497)

La sua vita è conosciuta attraverso tre tradizioni, una siriaca, una greca e una romana; in Occidente fu scritta nell'XI secolo anche una Vie de saint Alexis, un poemetto che contribuì a diffonderne il culto.
Secondo la leggenda siriaca, Alessio, figlio di Eufemiano e Aglaè, era un patrizio di Costantinopoli, fidanzato con una donna virtuosa che convinse, la sera delle nozze, a rinunciare al matrimonio. Si imbarcò per la Siria del nord (l'attuale Turchia) per arrivare poi alla città di Laodicea e poi a Edessa (l'attuale Şanlıurfa), dove si finse mendicante. Quello che raccoglieva di giorno, lo distribuiva di sera ai poveri della città: per il suo ascetismo venne chiamato Mar-Riscia (uomo di Dio).
Ad Edessa, poco prima di morire come mendicante in un ospedale, rivelò di appartenere ad una famiglia nobile romana e di aver rifiutato il matrimonio per consacrarsi a Dio; così gli furono tributati gli onori degli altari. 
Secondo la versione greca e romana, invece, Alessio, patrizio di Roma, dopo una vita da mendicante a Edessa, ritornò diciassette anni più tardi a Roma a casa del padre (che però non lo riconobbe): qui visse come mendicante per altri diciassette anni in un sottoscala. Prima di morire descrisse in un biglietto tutta la sua vita, compresa la rinuncia al matrimonio e la partenza a Edessa. Secondo la leggenda solo il papa riuscì ad aprire la sua mano e a leggere il biglietto, provocando la sorpresa dei genitori. Alla morte del santo si sprigionò prodigiosamente un suono festoso di campane.
Il Ritmo su Sant'Alessio, coevo del Ritmo cassinese, è canonicamente antologizzato tra i testi arcaici della letteratura italiana, quelli riguardanti i decenni a cavallo del XII e XIII secolo.

## Culto

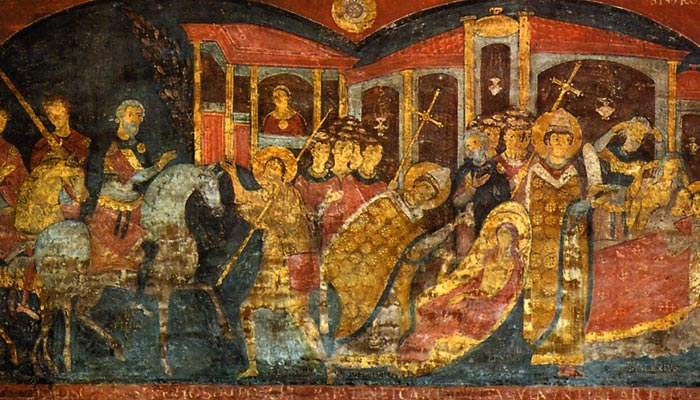
Alessio di Roma, chiesa di San Clemente

È venerato come santo dalla Chiesa ortodossa (ricorrenza 17 marzo) e da quella cattolica (17 luglio). 
Dal Martirologio Romano: "A Roma nella chiesa sul colle Aventino, sotto il nome Alessio si venera un uomo di Dio, che, come dice la tradizione, lasciò una casa ricca per diventare povero e mendicare in incognito l'elemosina". 
Avendo Alessio prestato a lungo servizio presso l'ospedale di Edessa, nel XIV secolo i Lollardi di Anversa presero il nome di Alessiani e, nel XVII secolo, i Fratelli Celliti gli intitolarono la chiesa del loro convento di Aquisgrana e iniziarono a chiamarsi Alessiani di Aquisgrana.

La sua testa è venerata nel monastero di Santa Laura del Peloponneso.

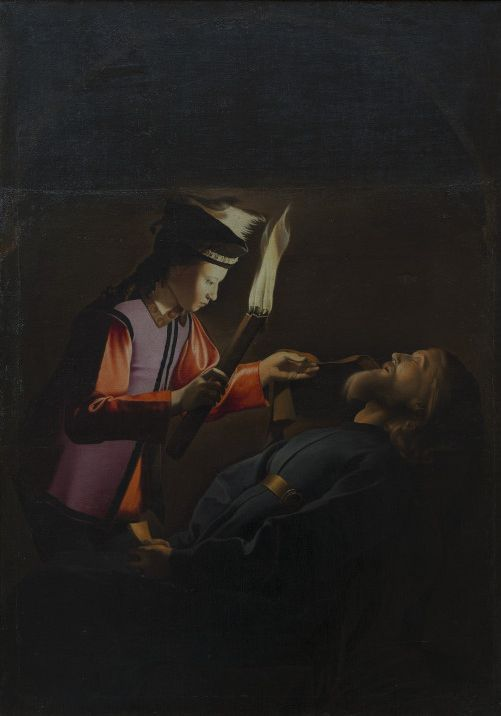
La scoperta del corpo di sant'Alessio (XVII sec), Georges de la Tour e bottega, Museo Lorrain, Nantes.